# Puchberg am Schneeberg

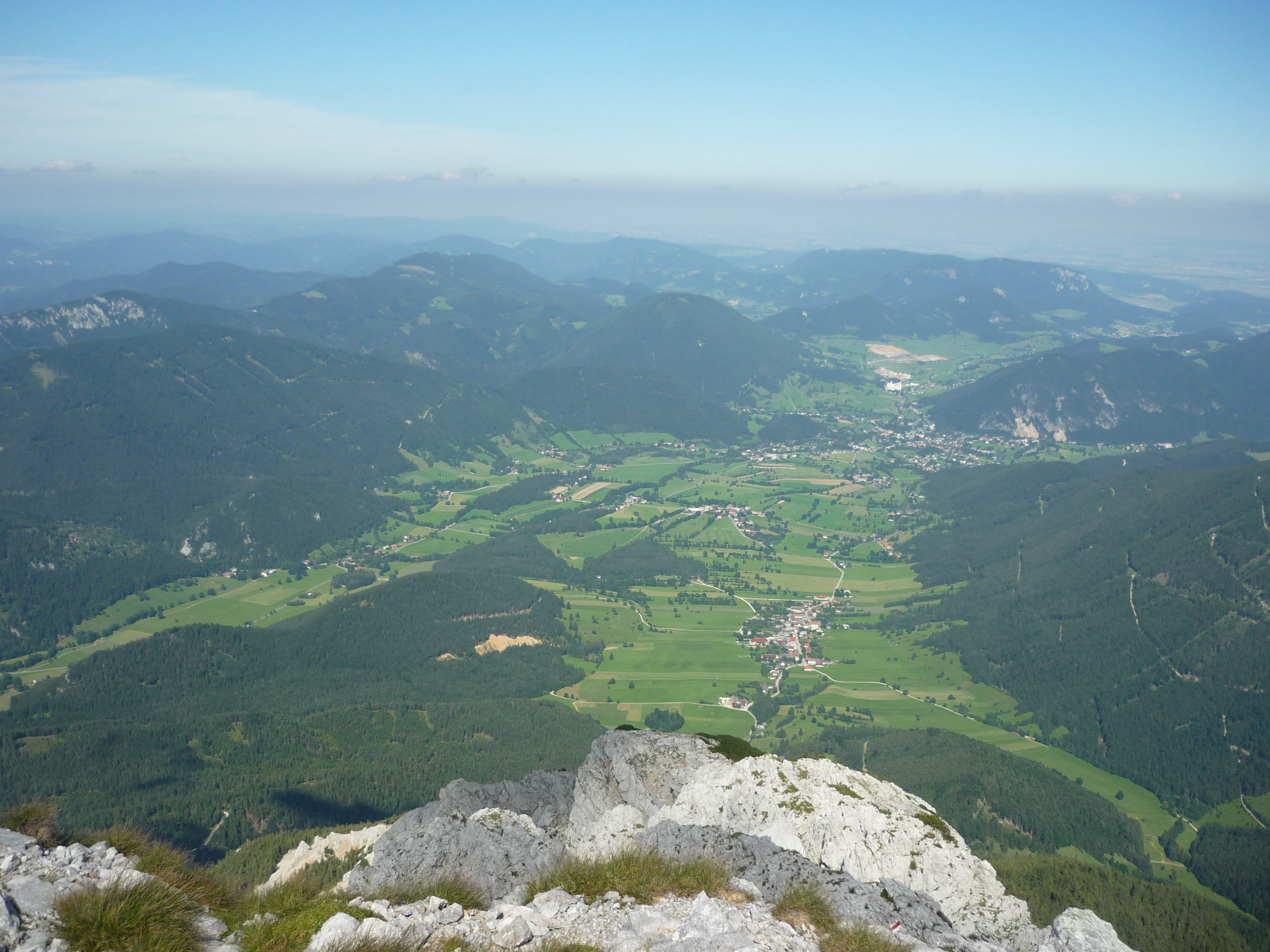
Puchberg, seen from the Schneeberg

Puchberg am Schneeberg là một thị xã thuộc huyện Neunkirchen trong bang Niederösterreich.